# Zamboanga
Zamboanga es una ciudad filipina cuya área metropolitana cuenta con 977 234 habitantes (2020). La ciudad tiene un área de 1414,70 kilómetros cuadrados. La ciudad fue fundada en 1635 como fortaleza militar española contra los moros de Filipinas. Es conocida por su lengua, el Chavacano de Zamboanga o español-criollo. La ciudad tiene tres universidades importantes: el Ateneo de Zamboanga, la Universidad del Estado Occidental de Mindanao, y la más reciente Universidad de Zamboanga.
Conocida como la Hermosa Zamboanga y la Ciudad Hispana de Asia (Gracias al idioma Chavacano, lengua criolla con base al español), mantiene como lengua materna el chabacano, nombre que le dieron los españoles a una lengua, fruto del mestizaje, con diverso vocabulario español y sintaxis de las lenguas locales, parcialmente inteligible para los hablantes hispanos debido a que se asemeja bastante más al español que al inglés. Los bilingües en cebuano y español entienden el chabacano fácilmente.
La ciudad es un crisol de pueblos. A los primeros pobladores se unen las etnias malayas que se implantaron posteriormente, con los mestizos y descendientes de la colonización española.

## Geografía

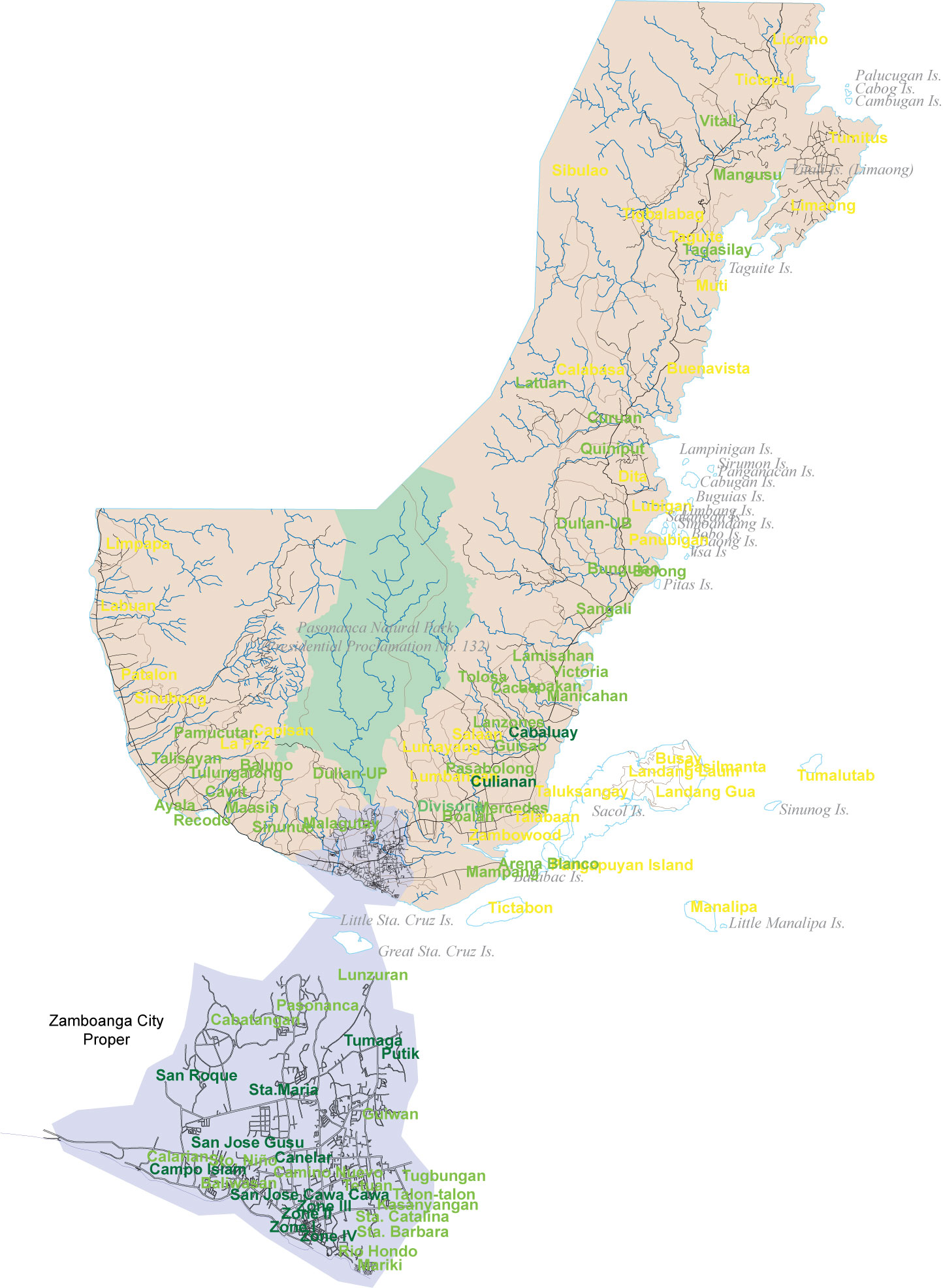
Plano de la ciudad de Zamboanga

La ciudad está ubicada en la Provincia de Zamboanga del Sur, en la región Península de Zamboanga del país Filipinas del Sudeste Asiático.

## Situación
Se encuentra situada en la isla de Mindanao, en la misma punta de la península de su nombre. Limita al sur con el Estrecho de Basilán, al este con el Golfo de los Moros y al oeste con el Mar de Sulú.

## Clima
Clima tropical. Desde noviembre a mayo el clima es seco y el resto del año es la estación húmeda. La temperatura media ronda los 27 °C. Llueve muchísimo, y la media anual de precipitaciones es superior a 1300 mm.

## Islas
Relación de islas que pertenecen al municipio:
| - Bacungan - Baong - Bobo - Buguias - Cabog | - Camugan - Gatusan - Gran Santa Cruz - Kablingan - Lambang | - Lamunigan - Lapinigan - Pequeña Manalipa - Pequeña Santa Cruz - Malanipa | - Panganaban - Pangapuyan - Pitas - Sacol - Salangan | - Sinunug - Taguiti - Tictabon - Tigburacao - Tumalutap | - Vilan Vilan - Visa - Vitali |  |

## Barangayes
El municipio  se encuentra subdividido en 98 barangays.
Según el censo de 2002, los barangayes más poblados son Talon-Talon y Tumaga y el menos poblado Landang Gua. Esta es su relación completa:
| - Abong Abong - Arena Blanco - Ayala - Baliwasan - Baluno - Boalan - Bolong - Buenavista - Bunguiao - Busay - Cabaluay - Cabatangan - Cacao - Calabasa - Calarián - Camino Nuevo - Campo del Islam - Canelar - Capisan - Caguit (Cawit) - Culianan - Curuan - Daap - Dita - Divisoria - Dulian (Bunguiao de Arriba) | - Dulian (Pasonanca de Arriba) - Guisao - Guiwan - Kasanyangan - La Paz - Labuan - Lamisahan - Landang Gua - Landang Laum - Lanzones - Lapakan - Latuan (Curuan) - Licomo - Limaong - Limpapa - Lubigan - Lumayang - Lumbangan - Lunzuran - Maasin - Malagutay - Mampang - Manalipa - Mangusu - Manicahan | - Mariki - Mercedes - Muti - Pamucutan - Pangapuyan - Panubigan - Pasilmanta (Isla de Sacol) - Pasobolong - Pasonanca - Patalon - Putik - Quiniput - Recodo (antes, La Caldera) - Río Hondo - Salaan - San José de Cawa-Cawa - San José de Gusu - San Roque - Sangali - Sibulao (Curuan) - Sinubong - Sinunoc - Santa Bárbara | - Santa Catalina - Santa María - Santo Niño - Tagasilay - Taguiti - Talabaan - Talisayán - Talon-Talon - Taluksangay - Tetuan - Tictapul - Tigbalabag - Tigtabon - Tolosa - Tugbungan - Tulungatung - Tumaga - Tumalutab - Tumitus - Victoria - Vitali - Zambowood - Zone I - Zone II - Zone III - Zone IV |

## Historia
Se cree que hacia el año 1200 los subanon fundaron un lugar en el emplazamiento actual, con el nombre de Jambangan la ciudad de las flores en lengua vernácula.
Luego vinieron los badjaos y los samalaes, de ascendencia malaya, provenientes de Sulu, quienes se instalaron a lo largo de la costa de Jambangan, y tomaron contacto con los subanones. De este período viene el nombre de Samboangan.
Más tarde, aparecieron por aquí otros pueblos malayos, los tausugs y los yakans. 
Todavía hoy en día los descendientes de estos pueblos son una parte importante de la población de esta ciudad.

### Sultanato de Joló
En el siglo XV fue introducido el islamismo en toda esta zona. La ciudad fue anexionada al Sultanato de Joló.
En noviembre de 1596, arriban los españoles, y se quedan en el Recodo con una pequeña guarnición, como baluarte en su lucha contra los moros de Cotabato. El nombre del capitán que mandaba en el fuerte de la Caldera: Juan Ronquillo del Castillo.
Durante tres años los españoles tuvieron que vérselas con los moros de Sulú. Su aislamiento y la fiereza de los isleños obligó a los españoles a quemar y abandonar el fuerte en 1598.

### Conquista española

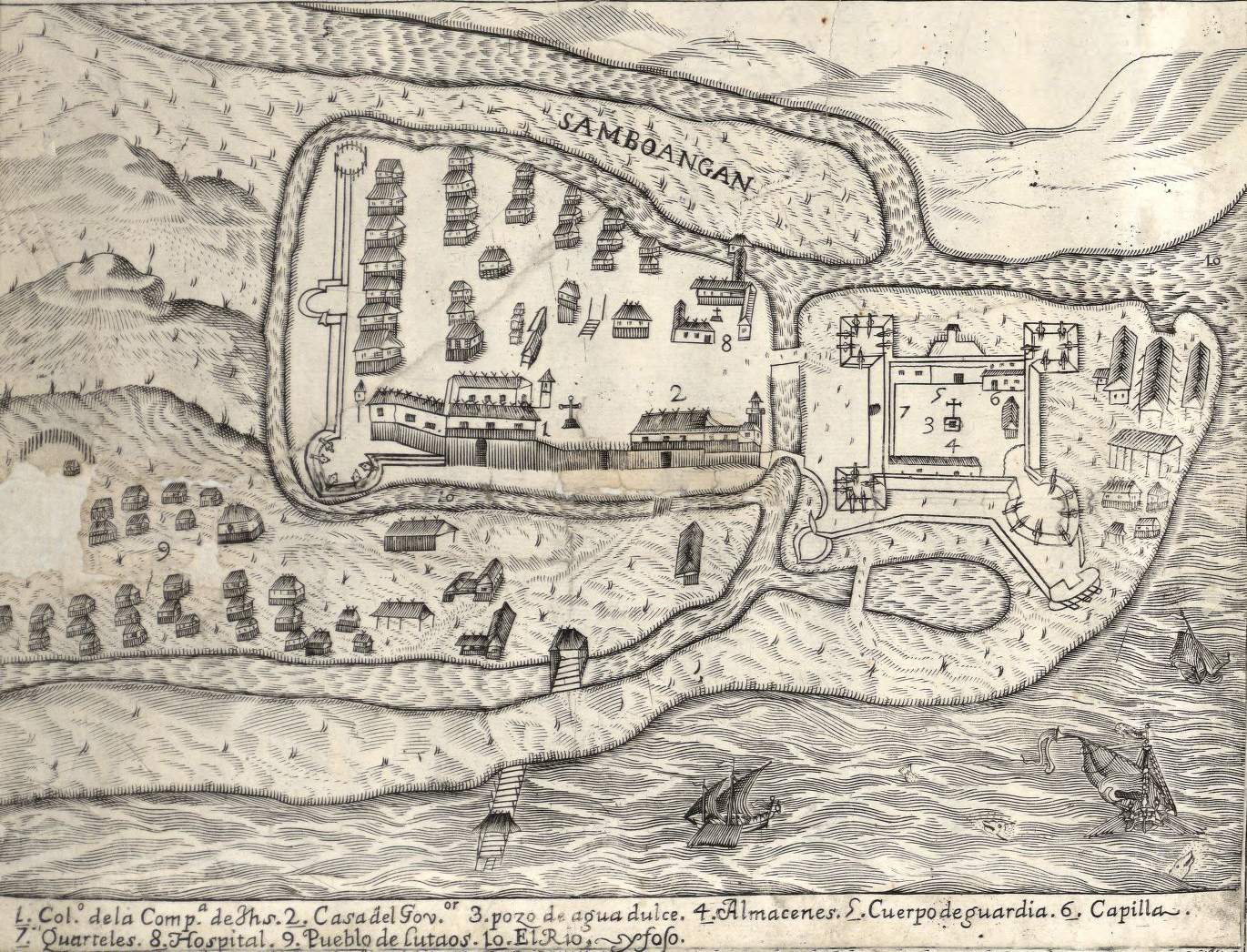
Ilustración de Zamboanga ("Samboangan") y Fuerte del Pilar, detalle de la Carta Hydrographica y Chorographica de las Yslas Filipinas, 1734

En el año 1635 Juan Cerezo de Salamanca gobernador general de las Filipinas recibió informes de que los moros se habían concentrado en lo que hoy es el centro de la actual Zamboanga, a través del padre Juan Bautista Vilancio, que se había escapado de Joló, tras varios años de cautividad.
Así que para salvaguardar los ataques de los piratas moros a las islas septentrionales del archipiélago, el gobernador decidió, dada la posición estratégica de Jambangan, expulsar a los moros y fundar una nueva base naval.
El 6 de abril de 1635, 300 soldados novohispanos de México junto a 1000 cebuanos, al mando del capitán don Juan de Chaves, desembarcaron en la zona.
El 23 de junio, comenzaron las obras de la Fortaleza de San José, localizada en la punta más meridional de la península, por su situación ventajosa, en los estrechos de Basilán, para controlar a los piratas de Sulú. Es el origen de la ciudad zamboangueña.
El 25 de junio, el gobernador Don Sebastián Hurtado de Corcuera trajo un gran contingente de colonos y soldados del Perú  
y también gente de Panamá y los Génovas que se asentaron en Panamá Viejo
A pesar de que los moros intentaron por todos los medios que la fortaleza no se construyera, la erección de la fortaleza y su base naval fue un gran acierto y logró limitar el ataque de los piratas insulares.
Al año siguiente, 1636, se produjo una gran victoria de la armada española contra los piratas de Tagal que, tras haber arrasado las Bisayas, volvían cargados de tesoros y esclavos de vuelta a Joló.
La flota española, teniendo noticias de la incursión, se situó al acecho en los estrechos y atacó a la desprevenida flota pirata consiguiendo hundir todos los barcos con su tripulación, incluido su cabecilla, el temido Tagal.
Junto con la guarnición española llegaron los misioneros jesuitas que hicieron una labor encomiable, logrando en poco tiempo la conversión al cristianismo de los nativos de Zamboanga, de las isla de Basilán y de determinadas zonas de Mindanao.
Pero en 1662, la guarnición española tuvo que dejar el fuerte de San José, al ser reclamada por el gobernador de Manila, don Sabiniano Manrique de Lara, con el objeto de concentrar las fuerzas ante la amenaza de invasión del pirata chino Koxinga.

### Los jesuitas y el chavacano
Hasta 1718 Zamboanga quedó sin guarnición militar, pero se mantuvo la colonia, y la presencia activa de los misioneros jesuitas. En este período comienza a gestarse el chabacano, lengua actual de los zamboangueños.

### Fortaleza de Nuestra Señora del Pilar de Zaragoza

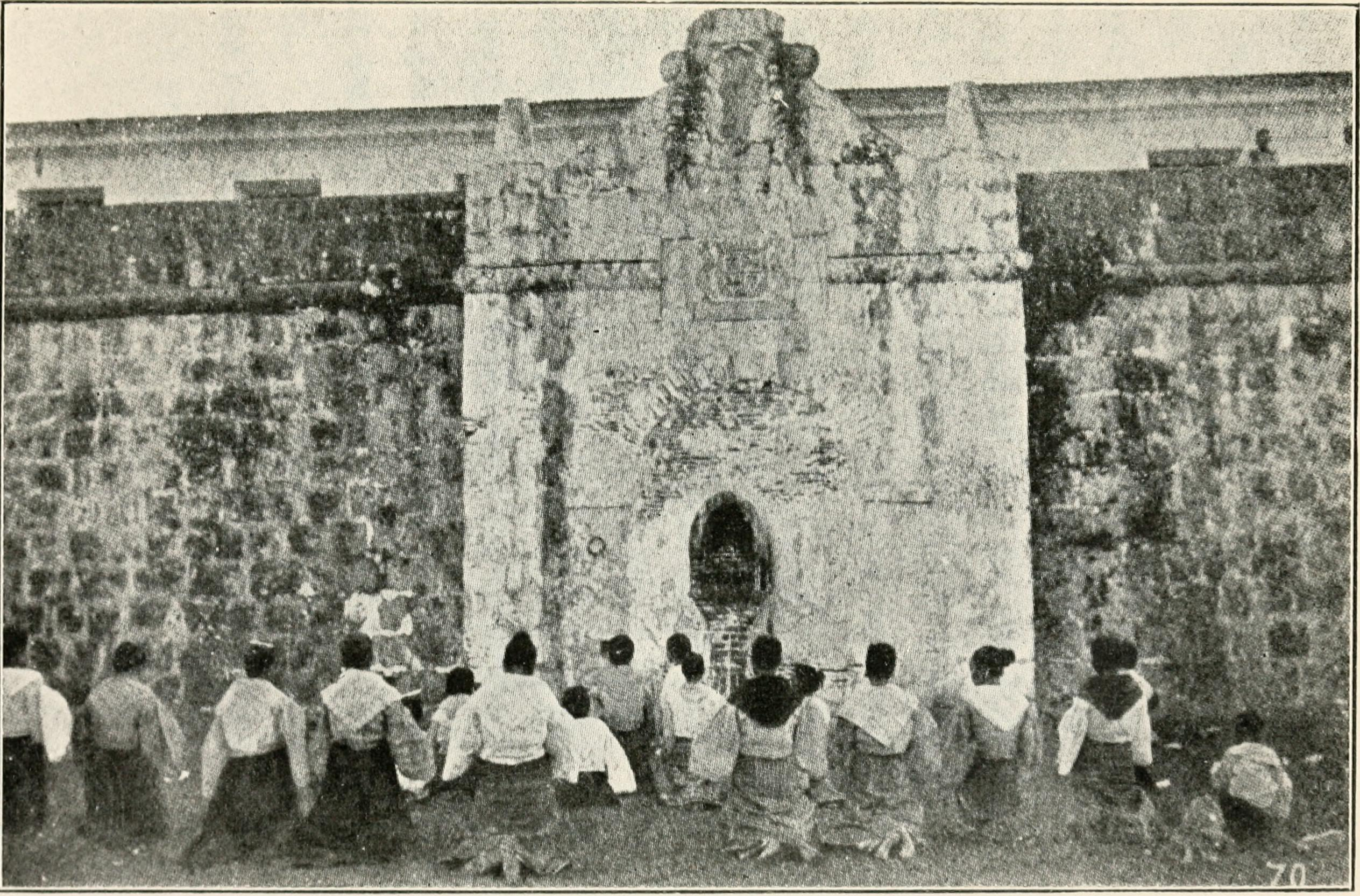
El Fuerte del Pilar en el año 1902.

Sin la amenaza de la base naval los piratas de Joló vuelven a las andadas por lo que don Fernando de Bustillo Bustamante y Rueda, nuevo gobernador de Manila, decide en 1718 reocupar militarmente Zamboanga, derruir la fortaleza de San José y reconstruir una nueva fortaleza de mayor prestancia y poder que fue denominada de Nuestra Señora del Pilar de Zaragoza.
Desde 1730 dos galeones se mantuvieron permanentemente como guardacostas para prevenir los ataques de los piratas.
Una imagen de la Virgen del Pilar, fue colocada en 1719 en la muralla oriental. Pronto esa imagen fue objeto de veneración popular, por diversos milagros que se le atribuyeron, alcanzando gran fama entre los devotos de la ciudad y de los alrededores.
Con el tiempo Zamboanga se convirtió, en el cuartel general de las tropas y de la armada española en las islas meridionales del archipiélago. En 1798 una escuadra inglesa fue rechazada en Zamboanga, salvando la plaza su gobernador Raymundo Español.
Durante 1821, el uruguayo Juan Fermín de San Martín, hermano del líder de la Revolución Argentina, José de San Martín, comandó la ciudad-fortaleza de Zamboanga. En 1823, inspirados por las guerras de independencia hispanoamericanas, los hispanoamericanos que habían sido enviados a Zamboanga y Filipinas como soldados se unieron a la revuelta de Andrés Novales que luchó por la emancipación de Filipinas convirtiéndose en efímero soberano de parte del territorio, pronto recuperado por los españoles.
En 1831 Zamboanga se abrió al comercio internacional tras doscientos años de monopolio peninsular.

### República de Zamboanga

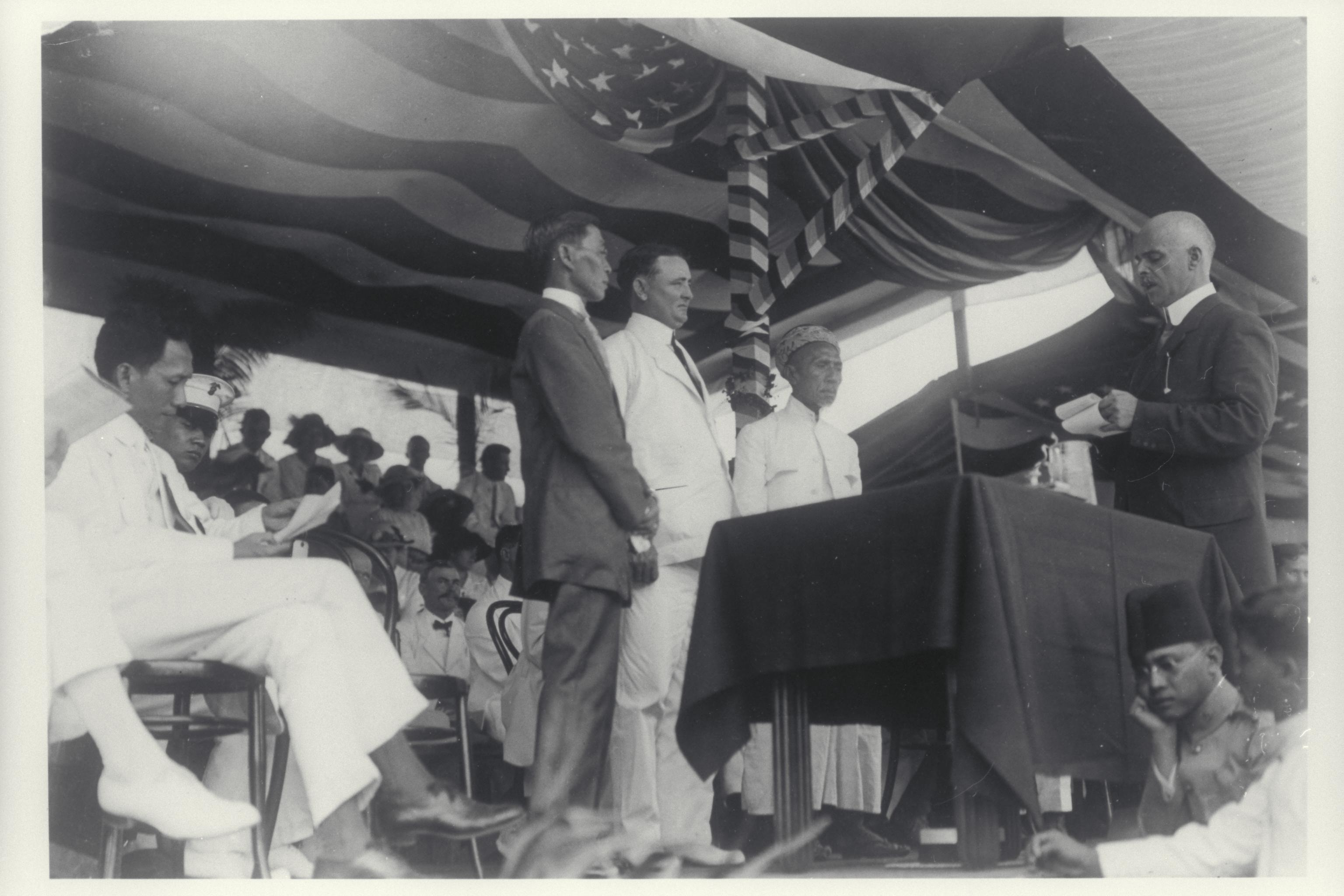
Inauguración de la municipalidad de Zamboanga con Datu Kalun (1901)

Tras la derrota española en la guerra con los estadounidenses, Zamboanga fue la base de concentración de las tropas españolas que abandonaron, definitivamente, la base en mayo de 1899 proclamándose la República de Zamboanga. Aquí dejaron su sangre, su idioma y sus costumbres.

### Ocupación estadounidense

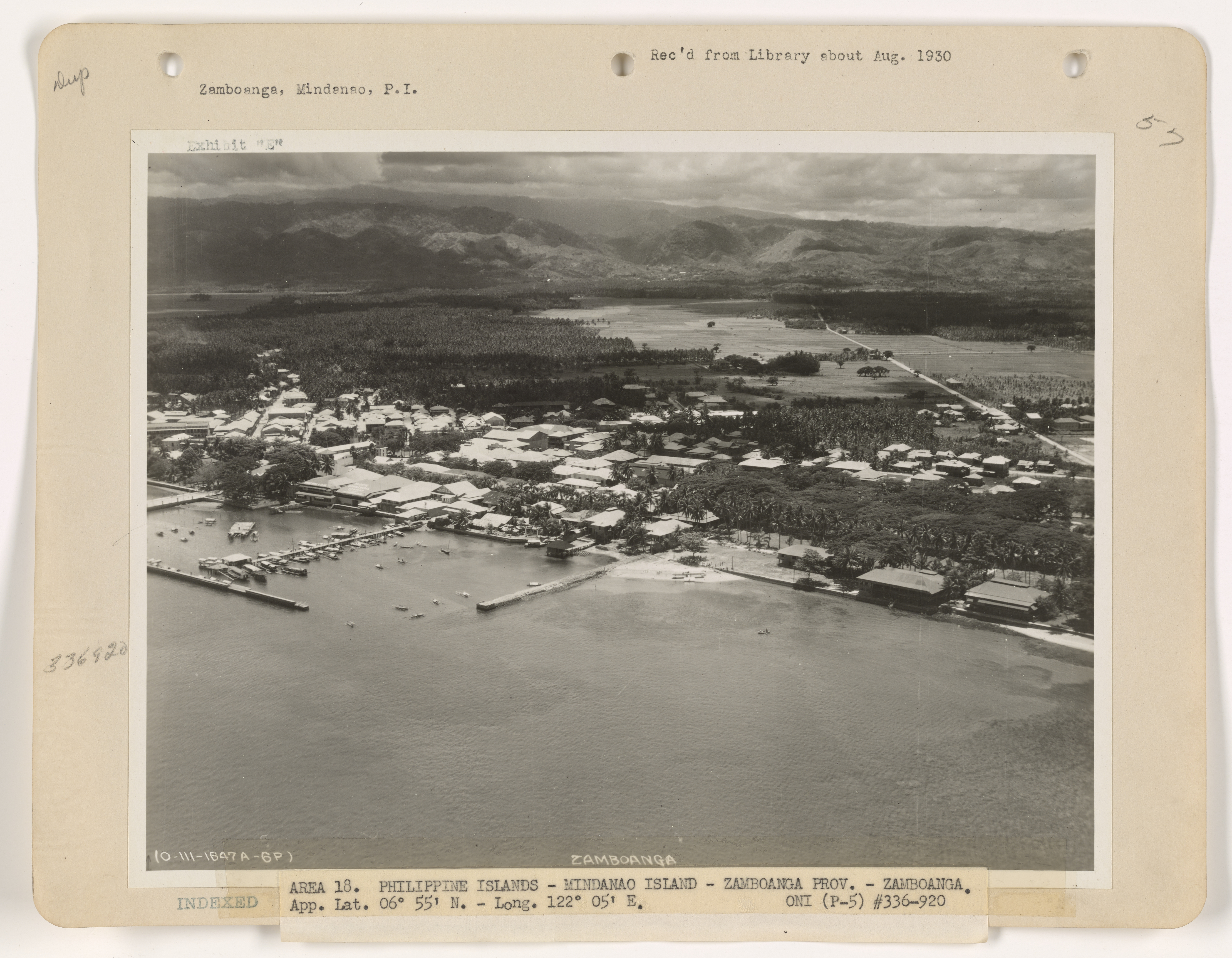
Vista aérea de Zamboanga en 1930

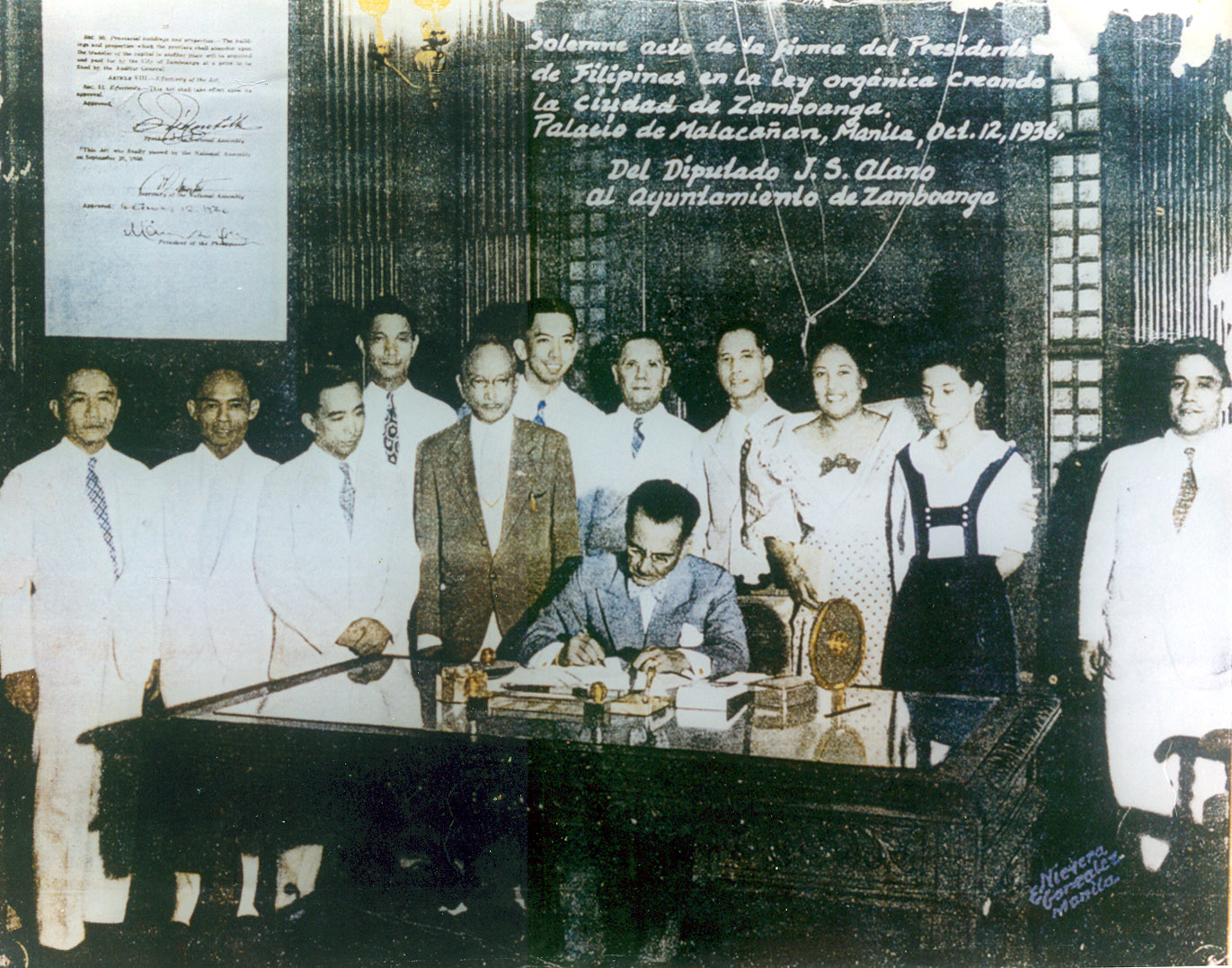
El presidente Manuel L. Quezón firma la Carta de la Ciudad de Zamboanga en una ceremonia celebrada en el Palacio de Malacañang en (1936)

En 1901 le fue concedida la municipalidad tras juntarse con el antiguo barrio de Tetuán.
En 1903 los estadounidenses organizaron políticamente la isla de Mindanao como Provincia de los Moros, con Zamboanga como capital. En aquella fecha fue construida la sede del Ayuntamiento y el Capitolio provincial. En la memoria de los zamboangueños perdura de esa época la represión llevada a cabo por el entonces gobernador, el tristemente famoso “Black Jack”, general John Pershing.
En septiembre de 1911 Zamboanga fue convertida en ciudad, cuyo primer alcalde fue también estadounidense, Christopher Frederick Bader.

### Ocupación japonesa
Cuando los japoneses invadieron Filipinas, estaban encabezados por el vicealmirante Rokuzo Sugiyama, acompañado por el contralmirante Naosaburo Irifune. Los japoneses desembarcaron en la ciudad de Zamboanga el 2 de marzo de 1942. La ciudad se convirtió en un centro de experimentación humana de la Unidad 731 llevada a cabo por médicos japoneses. Entre los experimentos se incluyen amputaciones, disecciones y vivisecciones en filipinos vivos.
El gobierno japonés en la ciudad fue derrocado por las fuerzas estadounidenses y filipinas después de una feroz batalla del 10 al 12 de marzo de 1945. El cuartel general reconstruido del Ejército de la Mancomunidad Filipina y la Policía de Filipinas estuvo estacionado en la ciudad de Zamboanga desde el 13 de marzo de 1945 hasta el 30 de junio de 1946, durante las operaciones militares en Mindanao y Sulu contra los japoneses.

## Economía

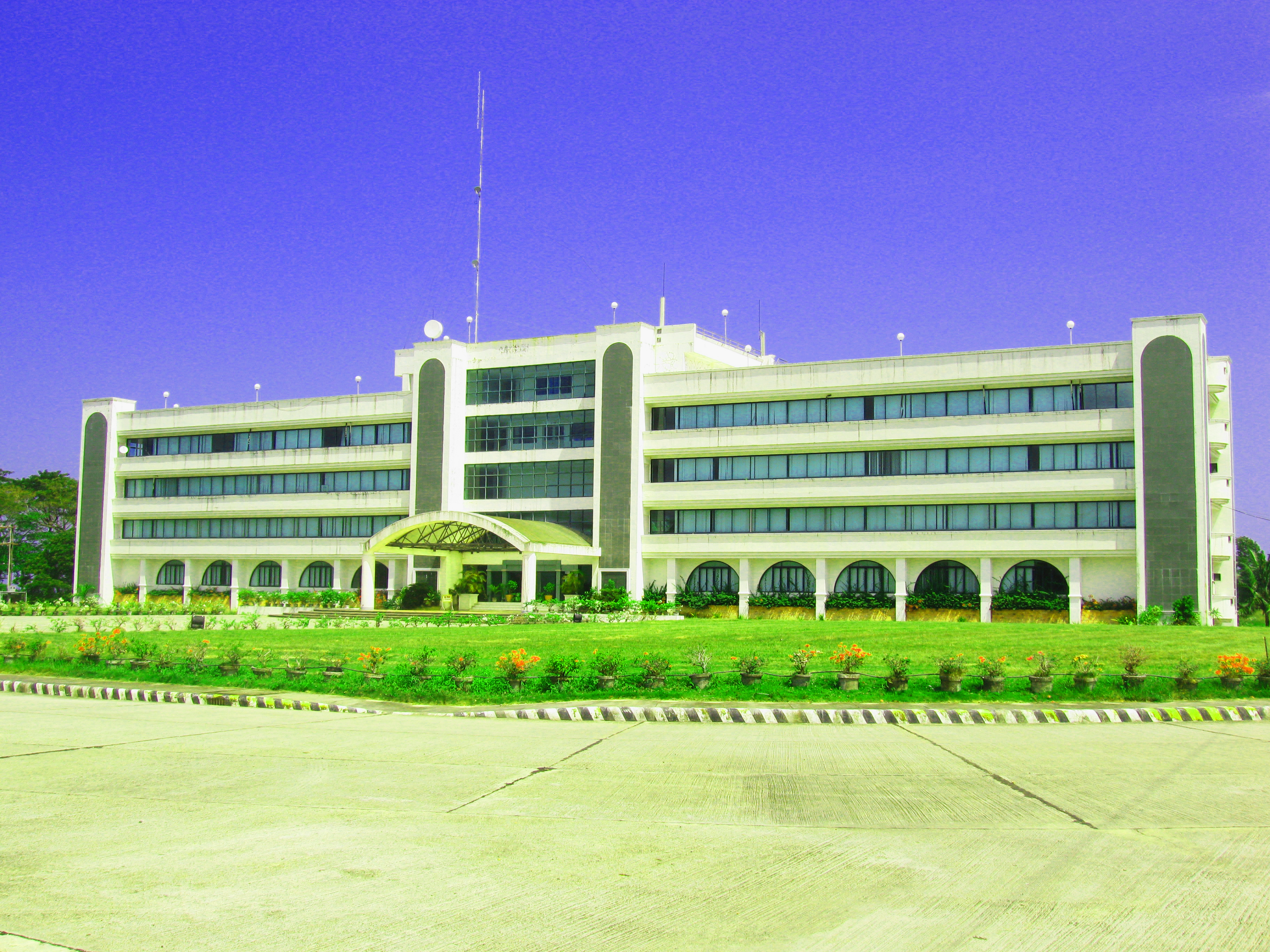
El edificio administrativo de la Autoridad de la Zona Económica Especial de la ciudad de Zamboanga

Una gran parte de la población se dedica a la agricultura y a la pesca. Produce cocos, arroz y maíz. Las industrias derivadas juegan un papel fundamental en la economía local. Sus conservas de pescado, especialmente de sardinas, son conocidas internacionalmente. Exporta también aceite de coco y productos derivados de las algas.
El aprovechamiento forestal ha desarrollado la industria del mueble. 
Cuenta con tres universidades, el Ateneo de Zamboanga, la Universidad de Zamboanga y la Universidad estatal que dan formación especializada a una población joven y activa. Esto, unido a su mano de obra competitiva, hace de Zamboanga una ciudad ideal para la inversión industrial.

## Patrimonio

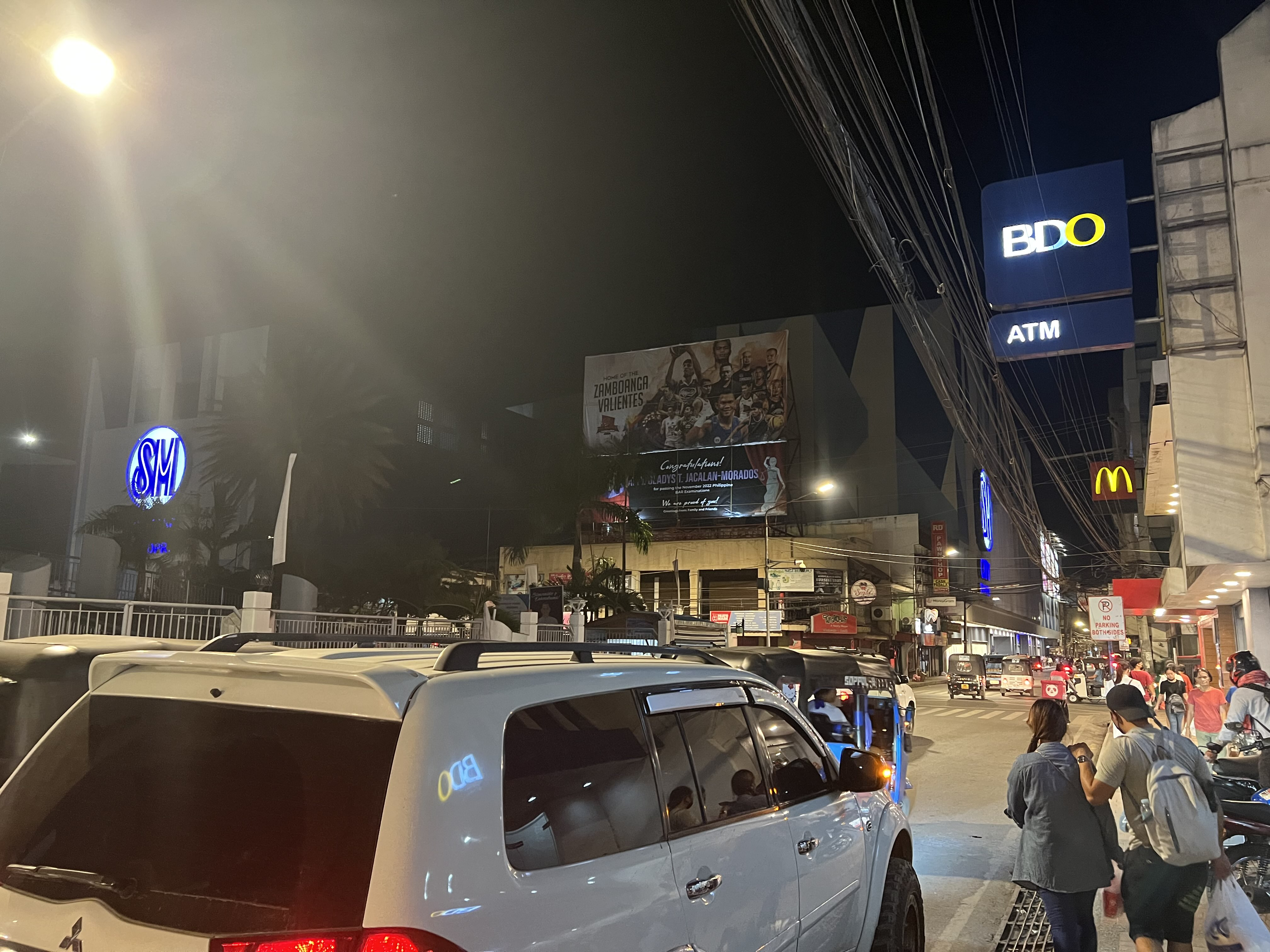
Calle La Purisima por la noche, año 2023.

- Fuerte del Pilar: esta majestuosa fortaleza militar española, origen de la ciudad, fue el baluarte del sur de las islas Filipinas. En su recinto se encuentra la capilla de Nuestra Señora del Pilar. Imagen muy venerada en toda la isla de Mindanao.
- Parque de Pasonanca: es la mayor atracción turística de la ciudad. Es un espacio donde crecen infinidad de árboles de todas las especies, cruzado por un encantador arroyo, donde se pueden admirar más de seiscientas especies de orquídeas diferentes y una interesante casita construida sobre un árbol.
- Plaza Pershing: otro lugar encantador zamboangueño. Se llamó Plaza de Juan de Salcedo, en memoria del conquistador, pero su nombre fue cambiado por los americanos en 1915. Destacan el kiosco y las pérgolas centrales.
- Catedral Metropolitana de la Concepción: es un edificio de construcción moderna, inaugurado en 1998. Es la construcción de esta característica más grande de toda la isla de Mindanao.
- Plaza de Rizal: es la plaza mayor zamboangueña. En ella se encuentra el actual Ayuntamiento. En su centro se alza un impresionante monumento dedicado al padre de la patria filipina. Entre sus jardines se encuentran algunos cañones de la época española.
- Parque de Abong Abong: es un parque de 72 ha, localizado a 7,5 kilómetros del centro. Tiene unas vistas impresionantes sobre toda el área metropolitana.
- Barracones Pettit: son los barracones que construyó el ejército estadounidense tras la ocupación de la ciudad el 15 de noviembre de 1899.
- Playas: destaca la playa de Bolong o Vista del Mar. Otra playa preciosa está en isla Grande de Santa Cruz.

## Idioma

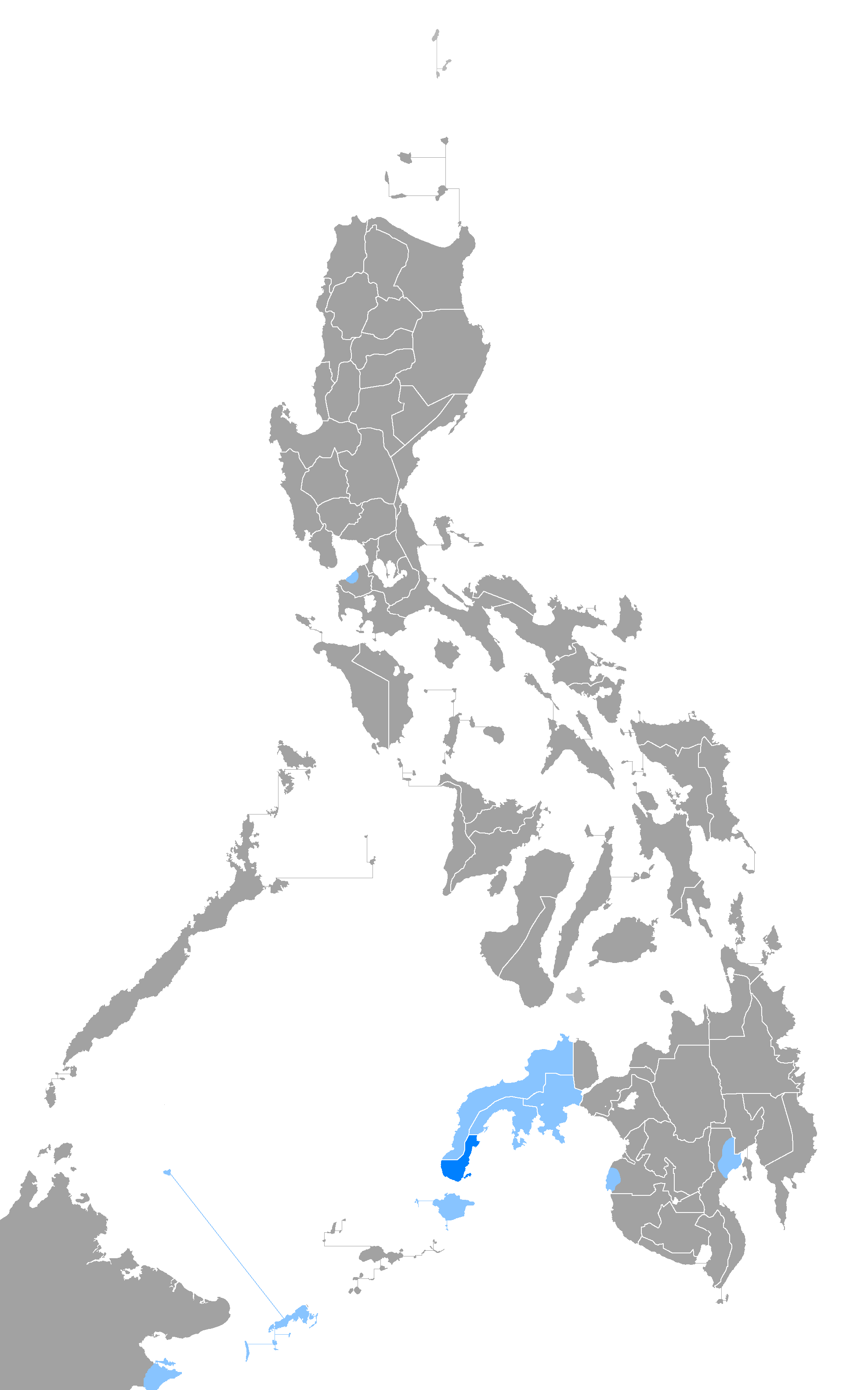
Mapa del idioma chabacano en las islas Filipinas

La península está enclavada en el norte del Mindanao, en una zona de habla típicamente bisaya, no obstante el idioma más hablado en las calles es el chabacano de Zamboanga. Este idioma es un idioma criollo del español con fuerte influencia malaya, considerado hasta inicios del siglo XX como una variante mal hablada del español, de ahí su nombre.
Debido a la pérdida del español como lengua culta en Filipinas, se empiezan a apreciar en el chavacano signos claros de descriollización.
Es también popular el uso del inglés y el conocimiento de tagalo (propio del norte del país).

## Fiestas y gastronomía

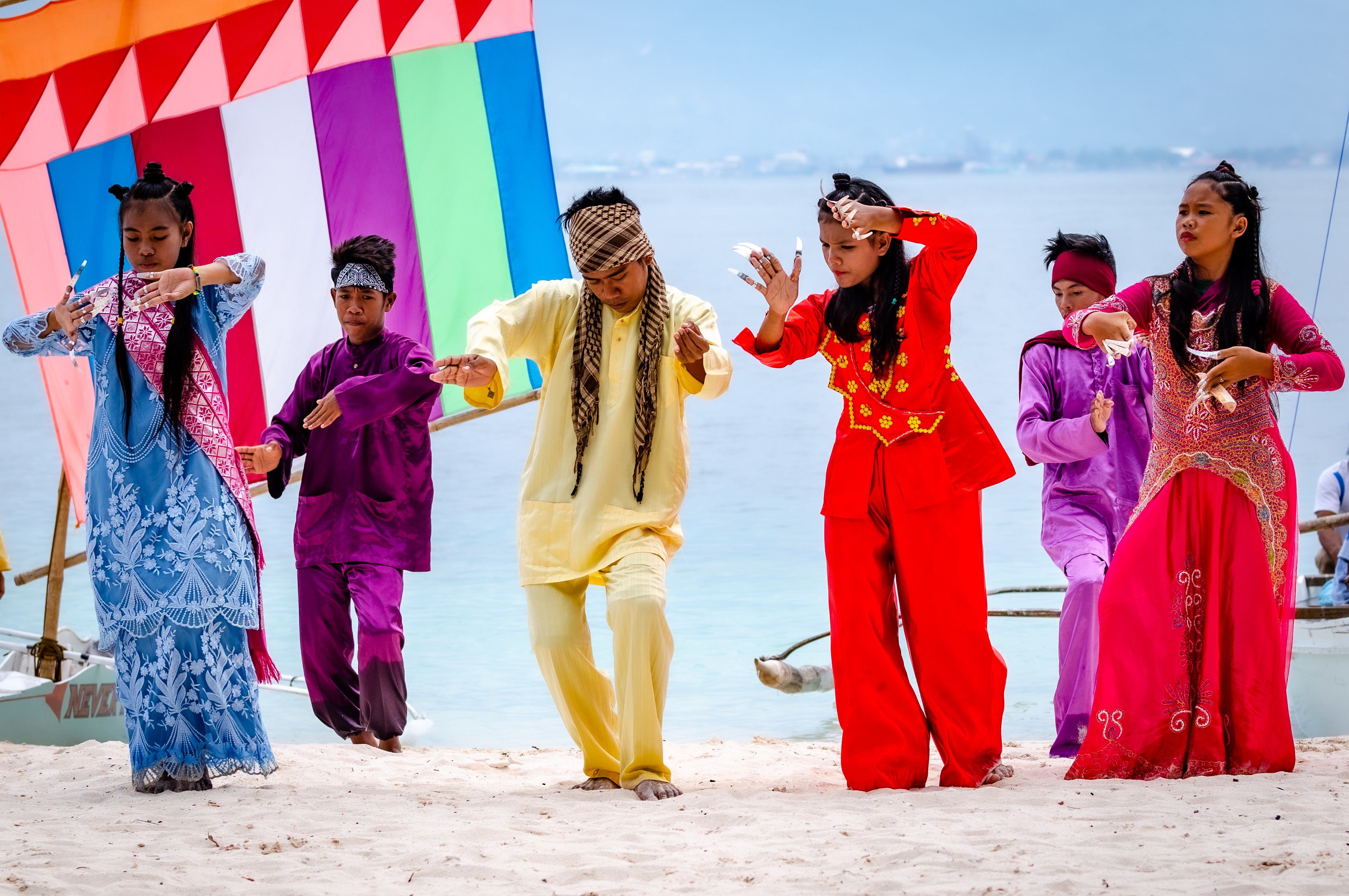
Bailarines de Zamboanga

- Semana Santa: desfiles procesionales. Destacan el Santo Entierro de los barangayes de Tetuán y de Santa María que se celebran en Viernes Santo.
- Las Flores de Mayo: otra festividad española. Dedicada a la Virgen María, los niños le llevan flores a la Virgen y se realizan procesiones donde los santacruzanos, tanto chicas como chicos, rivalizan en la belleza de sus ropas.
- La Fiesta del Pilar: se celebra entre los días 3 al 12 de octubre. La novena a la Virgen, feria de muestras, fuegos artificiales, desfiles con gente ataviada en trajes regionales, regatas y la misa solemne con procesión de la Virgen del Pilar acompañada por peregrinos.
- La Inmaculada: se celebra el 8 de diciembre. Es en esta fiesta en la que los niños celebran su Primera Comunión.

### Gastronomía
He aquí algunos platos típicos de la Vianda Chavacana:
- Callos a la andaluza
- Puchero
- Pescao en blanco
- Ropa vieja
- Croquetas de patatas
- Bacalao a la vizcaína
- Galantina
- Bagon de Gata

Entre los dulces típicos destacan:
- Maja blanca
- Flan con merengue
- Sopa borracha
- Tamales de Zamboanga